# Chattuarii
De Chattuarii (Hattuarri, Attoarii, Oudengels Hetwaras) vormden een Germaanse stam die zich volgens Strabo rond het begin van de jaartelling rond de tussen de kustvolkeren en de Sueben bevond. Dit kan geïnterpreteerd worden als het gebied waar ze ook later worden gevonden: langs de Rijn ter hoogte van de Ruhr. Later worden zij als deel de Franken aan de Rijnoever beschreven.
De naam Chattuarii zou zoiets als "bewoners van het land van de Chatten" hebben betekend, vergelijkbaar met Baiuarii of Bajuwaren, als bewoners van het land van de Boii. Een andere mogelijkheid is dat de naam Chattuarii betekent dat zij uit de Chatten voortgekomen zijn.
Dat de Chattuarii onder leiding van Arminius hebben deelgenomen aan de Slag bij het Teutoburger Woud blijkt uit het feit dat volgens Strabo in de triomftocht van Germanicus op 26 mei 17 ook Chattuarii werden meegevoerd. Dit maakt aannemelijk dat de Chattuarii destijds in de buurt van het Tamfanaheiligdom in het land der Marsi woonden.

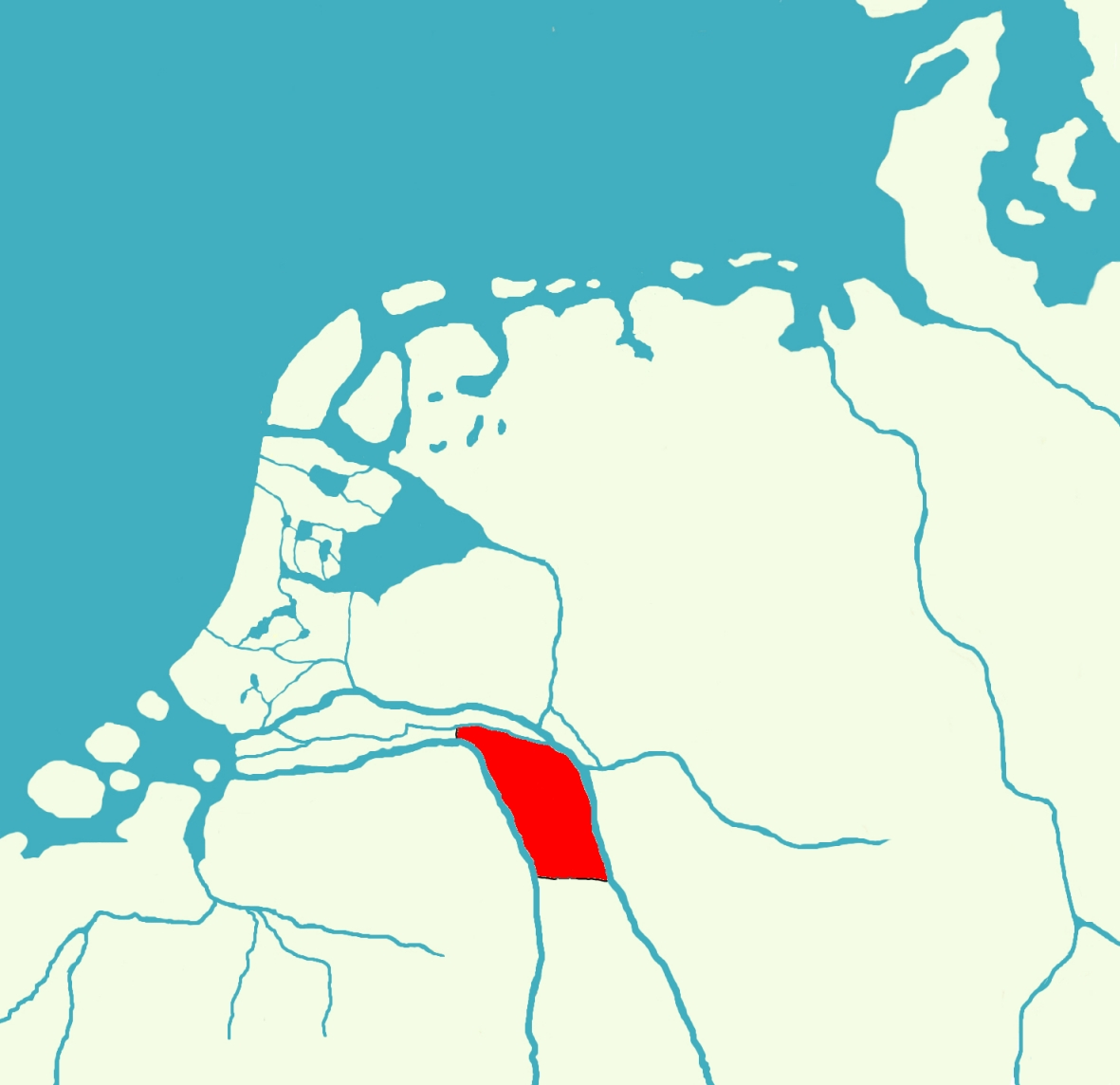
Hettergouw

Nadat ze naar de linker Rijnoever getrokken waren wees keizer Avitus hen rond het midden van de vijfde eeuw een nieuw gebied, met als grens de beek Albis, waarvan de precieze ligging onbekend is. Het betreft het gebied tussen Rijn en Maas, ter hoogte van de Niers, de latere Hettergouw.
Tussen 512 en 520 viel volgens de Historia Francorum van Gregorius van Tours de Deense Koning Chlochilaich via het land van de Friezen het gebied van de Attoarii binnen, maar hij werd door Theudebert, de zoon van koning Theuderik I van Austrasië verslagen. In het Oudengelse gedicht Beowulf wordt een Hygelac genoemd, Koning der Gauten, die strijdt tegen een volk aan de Rijn met de naam Hetwaras. Hygelac zou de historische Chlochilaich kunnen zijn. Het Oudengelse gedicht Widsith en het Finnburgfragment noemen ook de Hætwera. In deze tijd behoorde het gebied van de Chattuarii tot het rijk der Merovingen. Mogelijk was Chararik, die rond 510 door Chlodovech gedood werd, de laatste koning der Chattuarii.